# Manuel Ruz
Manuel Ruz Baños (Valencia, 5 aprile 1986) è un ex calciatore spagnolo, di ruolo difensore.

## Carriera
Ha giocato nella massima serie spagnola con Valencia e Gimnàstic, mentre ha militato con Gimnàstic, Granada, Hércules e Xerez in seconda serie.